# Gârbovi
Gârbovi là một xã thuộc hạt Ialomița, România. Dân số thời điểm năm 2002 là 4455 người.